# جاكلين ليديا ميكولو
جاكلين ليديا ميكولو (بالفرنسية: Jacqueline Lydia Mikolo)‏ (من مواليد عام 1972) هي سياسية كونغولية شغلت منصب وزيرة الصحة والسكان منذ 6 مايو عام 2016. شغلت ميكولو في السابق منصب منسقة المشتريات العامة والتنظيمية في قسم الأعمال الرئيسية (من عام 2014 إلى عام 2016).

## الحياة السياسية
دخلت جاكلين ليديا ميكولو الحكومة بتعيينها وزيرة للصحة والسكان في حكومة كليمنت مومبا في 30 أبريل 2016.
وخلال تنصيبها يوم 6 مايو، هنأت سلفها فرانسوا إيبوفي على إنجازاته في الوزارة، ووعدت بمواصلة الإصلاحات التي بدأها إيبوفي.
قدمت ميكولو برنامج الصحة الكونغولية في جمعية الصحة العالمية التاسعة والستين، التي عُقدت في 23 و 28 مايو في جنيف، بعنوان "المسيرة نحو التنمية"، الذي يهدف بشكل أساسي إلى تسهيل الوصول إلى الرعاية الصحية للسكان مع رعاية جيدة ورخيصة خلال الفترة بين عامي 2016 و2021. يتجلى ذلك في العديد من الإنجازات مثل إنشاء تأمين صحي شامل، وإنشاء مستشفيات عامة في جميع المقاطعات، وتعزيز طرق التعامل مع بعض الأمراض والحفاظ على حرية الوصول إلى خدمات الرعاية لقطاعات معينة من السكان.